# Sergio Santín
Sergio Rodolfo Santín (Salto, 6 augustus 1956) is een voormalig  profvoetballer uit Uruguay. Als aanvaller speelde hij clubvoetbal in Uruguay, Brazilië en Colombia. Santín beëindigde zijn actieve carrière in 1991 bij Once Caldas, en stapte vervolgens het trainersvak in.

## Interlandcarrière
Santín, bijgenaamd Bocha, speelde in totaal achttien officiële interlands (geen doelpunten) voor zijn vaderland Uruguay. Hij maakte zijn debuut voor de nationale ploeg op 18 juli 1980 in de vriendschappelijke thuiswedstrijd tegen Peru (0-0), net als Jorge Barrios, Daniel Revelez, Daniel Martínez en doelman Fernando Álvez. Hij nam met Uruguay deel aan het WK voetbal 1986 in Mexico.

## Erelijst
Atlético Nacional
- Colombiaans landskampioen

1981
 Peñarol
- Uruguayaans landskampioen

1985
 América de Cali
- Colombiaans landskampioen

1986